# Coma (filme de 2022)
Coma (bra: Coma) é um filme francês de 2022 escrito e dirigido por Bertrand Bonello. O filme teve sua estreia mundial no Festival de Cinema de Berlim em 12 de fevereiro de 2022, exibido em competição na seção Encounters, onde ganhou o Prêmio FIPRESCI. Este foi o último filme gravado por Gaspard Ulliel e o primeiro a ser lançado após a morte do ator. O filme mistura animação e live-action e conta a história de uma adolescente que está trancada em sua casa durante uma pandemia e navega entre sonhos e realidade, até que ela começa a seguir uma perturbadora e misteriosa YouTuber chamada Patricia Coma. O filme é estrelado por Louise Labèque, Julia Faure, Gaspard Ulliel, Laetitia Casta, Vincent Lacoste, Louis Garrel e Anaïs Demoustier.

## Elenco
- Julia Faure... Patricia Coma
- Louise Labèque... Young Girl
- Gaspard Ulliel... Scott (voz)
- Laetitia Casta... Sharon (voz)
- Vincent Lacoste... Nicholas (voz)
- Louis Garrel... Dr. Ballard (voz)
- Anaïs Demoustier... Ashley (voz)

## Produção
O diretor Bertrand Bonello escreveu o roteiro do filme durante o lockdown causado pela pandemia de COVID-19 na França em janeiro de 2021, filmando em sua própria casa com uma pequena equipe e recursos limitados. O filme é dedicado e inspirado na filha de Bonello, Anna, então com 18 anos.
Gaspard Ulliel, que dublou o boneco Scott, havia falecido há pouco tempo devido a um acidente de esqui quando Bonello estava editando o filme. Bonello relembrou aquele momento em entrevista à revista Variety: "Eu estava sozinho em uma sala de projeção, e Gaspard tinha acabado de morrer, e quando ouvi sua voz ressoando na sala foi como uma assombração. Eu pensei sobre algumas frases da carta para minha filha, onde eu falo sobre aqueles que perdemos. O filme se chama 'Coma' e tem cenas em uma floresta que conecta os vivos e os mortos. Então, assisti-lo novamente foi estranho. Gaspard ressooava por toda parte."

## Marketing
A primeira imagem do filme com a protagonista Louise Labèque e detalhes da trama foram divulgados em 2 de fevereiro de 2022.
Dois clipes do filme foram lançados em 10 de fevereiro de 2022. O distribuidor Belga, Best Friend Forever, divulgou o primeiro pôster e um teaser-trailer exclusivo de 20 segundos em sua conta no Instagram em 11 de fevereiro de 2022.
Em 16 de fevereiro de 2022, o distribuidor Best Friend Forever divulgou em sua conta do Instagram um novo clipe de 9 segundos que mostrava Louise Labèque jogando em um dispositivo eletrônico semelhante ao Cubo de Rubik.
Um novo pôster for divulgado pela New Story em outubro de 2022.

## Lançamento
Em 2 de fevereiro de 2022, foi anunciado que o distribuidor belga Best Friend Forever havia comprado o filme.
O filme teve sua estreia mundial na seção Encounters do 72º Festival Internacional de Cinema de Berlim, em 12 de fevereiro de 2022. O distribuidor New Story lançou o filme na França em 16 de novembro de 2022.

## Prêmios e indicações
O filme ganhou o Prêmio FIPRESCI da Federação Internacional de Críticos de Cinema no Festival Internacional de Cinema de Berlim.